# Formazione dei The Swingle Singers
La formazione del gruppo ha subìto innumerevoli modifiche nel corso dei 50 anni di attività. Quanto sotto si riferisce alla composizione riportata sui vari album.  Si è cercato di evidenziare in grassetto i cambiamenti di formazione.

## Periodo francese
- JAZZ SÉBASTIEN BACH (Philips, 1963)
- GOING BAROQUE (Philips, 1964)

SOPRANI - Christiane Legrand - Jeanette Beaucomont
CONTRALTI - Claudine Meunier - Anne Germain
TENORI - Claude Germain - Ward Swingle
BASSI - Jean-Claude Briodin - Jean Cussac
- SWINGING MOZART (Philips, 1965)

SOPRANI - Christiane Legrand - Jeanette Beaucomont
CONTRALTI - Alice Herald - Anne Germain
TENORI - Claude Germain - Ward Swingle
BASSI - José Germain - Jean Cussac
- LES ROMANTIQUES (Philips, 1965)
- SWINGLING TELEMANN (Philips, 1966)
- PLACE VENDÔME  (con il Modern Jazz Quartet) (Philips, 1966)

SOPRANI - Christiane Legrand - Jeanette Beaucomont
CONTRALTI - Alice Herald - Claudine Menier (già presente nei primi album)
TENORI - Claude Germain - Ward Swingle
BASSI - José Germain - Jean Cussac
- NOËLS SANS PASSEPORT (Philips, 1968) – (conosciuto anche come Christmastime)

SOPRANI - Christiane Legrand - Jeanette Beaucomont
CONTRALTI - Helène Devos - Claudine Menier
TENORI - Joseph Noves - Ward Swingle
BASSI - José Germain - Jean Cussac
- AMERICAN LOOK (Philips, 1969)
- THE JOY OF SINGING (Philips, 1972)– (conosciuto anche come Les 4 Saisons / Le Printemps)

SOPRANI - Christiane Legrand - Nicole Darde
CONTRALTI - Helène Devos - Claudine Menier
TENORI - Joseph Noves - Ward Swingle
BASSI - José Germain - Jean Cussac

## Periodo inglese
- MADRIGALS (CBS/Columbia, 1974)
- WORDS AND MUSIC (CBS, 1974)

SOPRANI - Mary Beverley - Olive Simpson
CONTRALTI - Carol Hall - Linda Hirst
TENORI - John Potter - Ward Swingle
BASSI - John Lubbock - David Beavan
- A-RONNE / CRIES OF LONDON (Decca, 1976)

SOPRANI - Catherine Bott - Olive Simpson
CONTRALTI - Carol Hall - Linda Hirst
TENORI - John Potter - Ward Swingle
BASSI - John Lubbock - David Beavan
- SWINGLE SKYLINER (EMI, 1979)

SOPRANI - Nicole Tibbels - Olive Simpson
CONTRALTI - Sharon Halliday - Lindsay John
TENORI - Alan Byers - Ward Swingle
BASSI - Lindsay Benson - David Beavan
- "LIVE" IN NEW YORK 82 (Swing, pubblicato nel 2006 anche se è un live del 1982)

SOPRANI - Kym Amps - Olive Simpson
CONTRALTI - Susan Bickley - Carol Canning
TENORI - Philip Sheffield - Ward Swingle
BASSI - Michael Dore - Simon Grant
- REFLECTIONS (Swing, 1985)

SOPRANI - Jacqueline Barron - Olive Simpson
CONTRALTI - Jean Carter - Carol Canning
TENORI - Andrew Bushter - Jonathan Rathbone
BASSI - Michael (Mike) Dore - Simon Grant
- LIVE AT RONNIE SCOTT'S (Swing, 1987)

SOPRANI - Helen Massey - Deryn Edwards
CONTRALTI - Jean Carter - Carol Canning
TENORI - Andrew Bushter - Jonathan Rathbone
BASSI - Michael (Mike) Dore - David Porter Thomas
- 1812 (Swing, 1989)
- THE BACH ALBUM (Swing, 1991)
- A CAPPELLA AMADEUS, A MOZART CELEBRATION (Virgin Classic, 1991)
- AROUND THE WORLD, FOLK SONGS  (Virgin Classic, 1991)

SOPRANI - Helen Massey - Deryn Edwards
CONTRALTI - Linda Stevens - Heather Cairncross
TENORI - Andrew Bushter - Jonathan Rathbone
BASSI - Ben Parry - David Porter Thomas
- THE STORY OF CHRISTMAS (Swing, 1994)
- PRETTY RING TIME (Swing, 1994)

SOPRANI - Sarah Eyden - Michaela Haslam
CONTRALTI - Kimberley Akester - Heather Cairncross
TENORI - David Morris - Jonathan Rathbone
BASSI - Mark Williams - Nicholas (Nick) Garret
- NEW WORLD (Swing, 1995)

SOPRANI - Sarah Eyden - Michaela Haslam
CONTRALTI - Rachel Weston - Heather Cairncross
TENORI - David Morris - Jonathan Rathbone
BASSI - Mark Williams - Nicholas (Nick) Garret
- LIVE!  (Swing, 1997)
- SCREEN TESTED (Swing, 1998)

SOPRANI - Sarah Eyden - Deryn Edwards (già presente in "Live at Ronnie Scott's")
CONTRALTI - Rachel Weston - Heather Cairncross
TENORI - Gavin Cuthberson - Robert Kearley
BASSI - Mark Williams - David Porter Thomas (già presente 1987/1991)
- TICKET TO RIDE - A BEATLES TRIBUTE (Swing, 1999)

SOPRANI - Ann De Renais - Joanna Forbes
CONTRALTI - Sarah Simmonds - Wendy Nieper
TENORI - Andrew Gray - Michael Robinson
BASSI - Jeremy Sadler - Patrick Ardagh-Walter
- KEYBOARD CLASSICS (Swing, 2000)
- LIVE IN JAPAN (Swing, 2001)

SOPRANI - Ann De Renais - Joanna Forbes
CONTRALTI - Sarah Simmonds - Wendy Nieper
TENORI - Andrew Gray - Richard Eteson
BASSI - Jeremy Sadler - Patrick Ardagh-Walter
- MOOD SWINGS (Swing / Primarily A Cappella, 2002)

SOPRANI - Meinir Thomas - Joanna Forbes
CONTRALTI - Sarah Simmonds - Wendy Nieper
TENORI - Tom Bullard - Richard Eteson
BASSI - Jeremy Sadler - Tobias Hug
- RETROSPECTIVE: THE 40TH ANNIVERSARY SHOW (Swing / Primarily A Cappella, 2003)

SOPRANI - Meinir Thomas - Joanna Forbes
CONTRALTI - Johanna Marshall - Wendy Nieper
TENORI - Tom Bullard - Richard Eteson
BASSI - Jeremy Sadler - Tobias Hug
- UNWRAPPED (Swing, 2004) - (conosciuto anche come Just Voices: A Cappella Christmas)

SOPRANI - Meinir Thomas - Joanna Forbes
CONTRALTI - Johanna Marshall - Kineret Erez
TENORI - Tom Bullard - Richard Eteson
BASSI - Jeremy Sadler - Tobias Hug
- DIDO'S LAMENT (Swing, 2005)  – EP
- BEAUTY AND THE BEATBOX (Signum, 2007)

SOPRANI - Joanna Goldsmith - Julie Kench
CONTRALTI - Johanna Marshall - Kineret Erez
TENORI - Tom Bullard - Richard Eteson
BASSI - Jeremy Sadler - Tobias Hug
- FERRIS WHEELS (Swing, 2009)

SOPRANI - Joanna Goldsmith - Julie Kench
CONTRALTI - Johanna Marshall - Clare Wheeler
TENORI - Tom Bullard - Richard Eteson
BASSI - Kevin Fox - Tobias Hug
- YULE SONGS (Swing, 2011)  – EP

SOPRANI - Joanna Goldsmith - Sara Brimer
CONTRALTI - Clare Wheeler
TENORI - Oliver Griffiths - Cristopher Jay
BASSI - Kevin Fox  - Tobias Hug
- WEATHER TO FLY (2013)

SOPRANI - Joanna Goldsmith(-Eteson) - Sara Brimer
CONTRALTI - Clare Wheeler
TENORI - Oliver (Ollie) Griffiths - Cristopher Jay
BASSI - Kevin Fox - Edward Randell